# Момелл (Арканзас)
Момелл (англ. Maumelle) — місто (англ. city) в США, в окрузі Пуласкі штату Арканзас. Населення — 19 251 особа (2020).

## Географія
Момелл розташований за координатами 34°51′8″ пн. ш. 92°24′0″ зх. д. / 34.85222° пн. ш. 92.40000° зх. д. (34.852344, -92.399995).  За даними Бюро перепису населення США в 2010 році місто мало площу 34,08 км², з яких 31,20 км² — суходіл та 2,87 км² — водойми.

## Демографія
Згідно з переписом 2010 року, у місті мешкали 17 163 особи в 6931 домогосподарстві у складі 5026 родин. Густота населення становила 504 особи/км².  Було 7179 помешкань (211/км²). 
Расовий склад населення:
| - 82,9 % — білих - 12,1 % — чорних або афроамериканців - 2,3 % — азіатів - 0,4 % — корінних американців - 0,1 % — вихідців з тихоокеанських островів |

До двох чи більше рас належало 1,7 %. Іспаномовні складали 2,4 % від усіх жителів.
За віковим діапазоном населення розподілялося таким чином: 25,8 % — особи молодші 18 років, 64,0 % — особи у віці 18—64 років, 10,2 % — особи у віці 65 років та старші. Медіана віку мешканця становила 37,5 року. На 100 осіб жіночої статі у місті припадало 90,5 чоловіків;  на 100 жінок у віці від 18 років та старших — 85,6 чоловіків також старших 18 років.
Середній дохід на одне домашнє господарство  становив 92 782 долари США (медіана — 77 574), а середній дохід на одну сім'ю — 112 860 доларів (медіана — 99 492). За межею бідності перебувало 6,4 % осіб, у тому числі 5,6 % дітей у віці до 18 років та 9,3 % осіб у віці 65 років та старших.
Цивільне працевлаштоване населення становило 8938 осіб. Основні галузі зайнятості: освіта, охорона здоров'я та соціальна допомога — 29,3 %, фінанси, страхування та нерухомість — 11,2 %, науковці, спеціалісти, менеджери — 9,0 %, роздрібна торгівля — 8,8 %.